# Кировский проспект (Ростов-на-Дону)
Ки́ровский проспе́кт — проспект в Ростове-на-Дону с 42 известными зданиями, рядом с улицами Антенной и Города Волос.
Кировский проспект начинается перпендикулярно улице Большая Садовая (около Покровского сквера) и продолжается по прямой в северном направлении до края начала Туркестанской улицы. Имеет разрыв по прямой в северном направлении от улицы Малюгиной до улицы Текучёва, из-за Ростовского ипподрома.

## История

Памятная доска на доме № 44

До революции Кировский проспект назывался Богатяновским переулком. Название было связано с Богатым источником, или Богатым колодезем, — родником вкусной чистой воды.
Переулок застраивался. Появились на нём больница Еврейского общества, колбасный и другие заводы, мастерские. В 1904 году на углу Богатяновского и Никольской улицы (ныне Социалистической) было закончено строительство коммерческого училища, сооруженного на деньги ростовского купечества.
За трамвайным депо находилось большое кладбище, а далее, за пустырём, — ипподром с огромной площадью перед ним. На ипподроме в 1910—1914 годах устраивались полёты аэропланов. Здесь потерпел аварию в 1910 году Сергей Уточкин, летали Адам Габер-Влынский, Тимофей Ефимов, Александр Васильев, Александр Кузминский.
На месте Покровского сквера в те годы была расположена площадь Покровского базара. Строилась церковь (в годы советской власти разрушена).
В советское время Богатяновский переулок был переименован в Кировский проспект. 30 апреля 1939 года открыли памятник С. М. Кирову. В апреле 1918 года Сергей Миронович Киров был в Ростове участником I съезда Советов Донской республики.
Памятник теперь перенесен на угол Пушкинской улицы и Кировского проспекта.

## Фотогалерея

Здания на Кировском проспекте
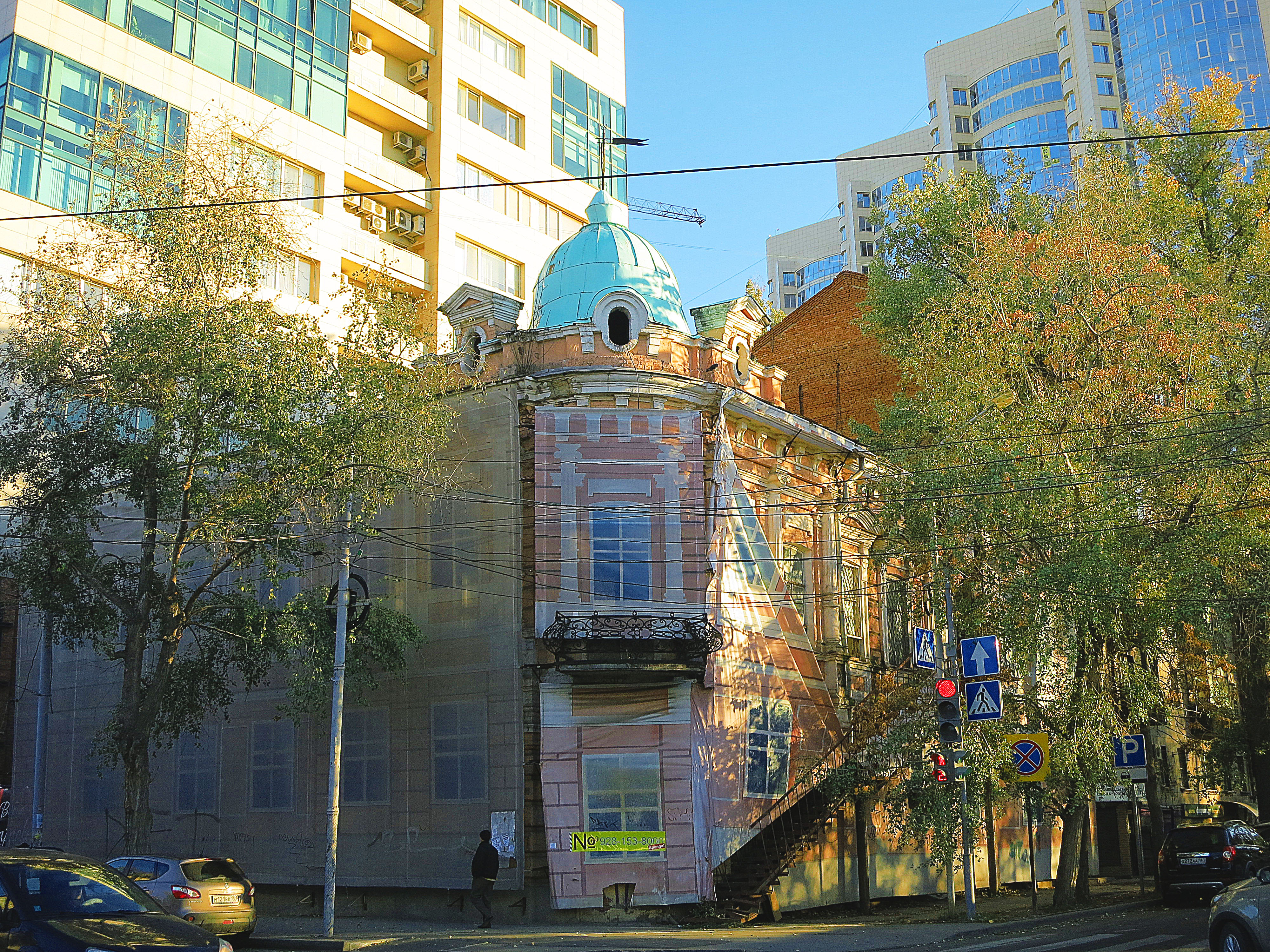
Дом Т. Г. Дмитриева: Кировский проспект, 40
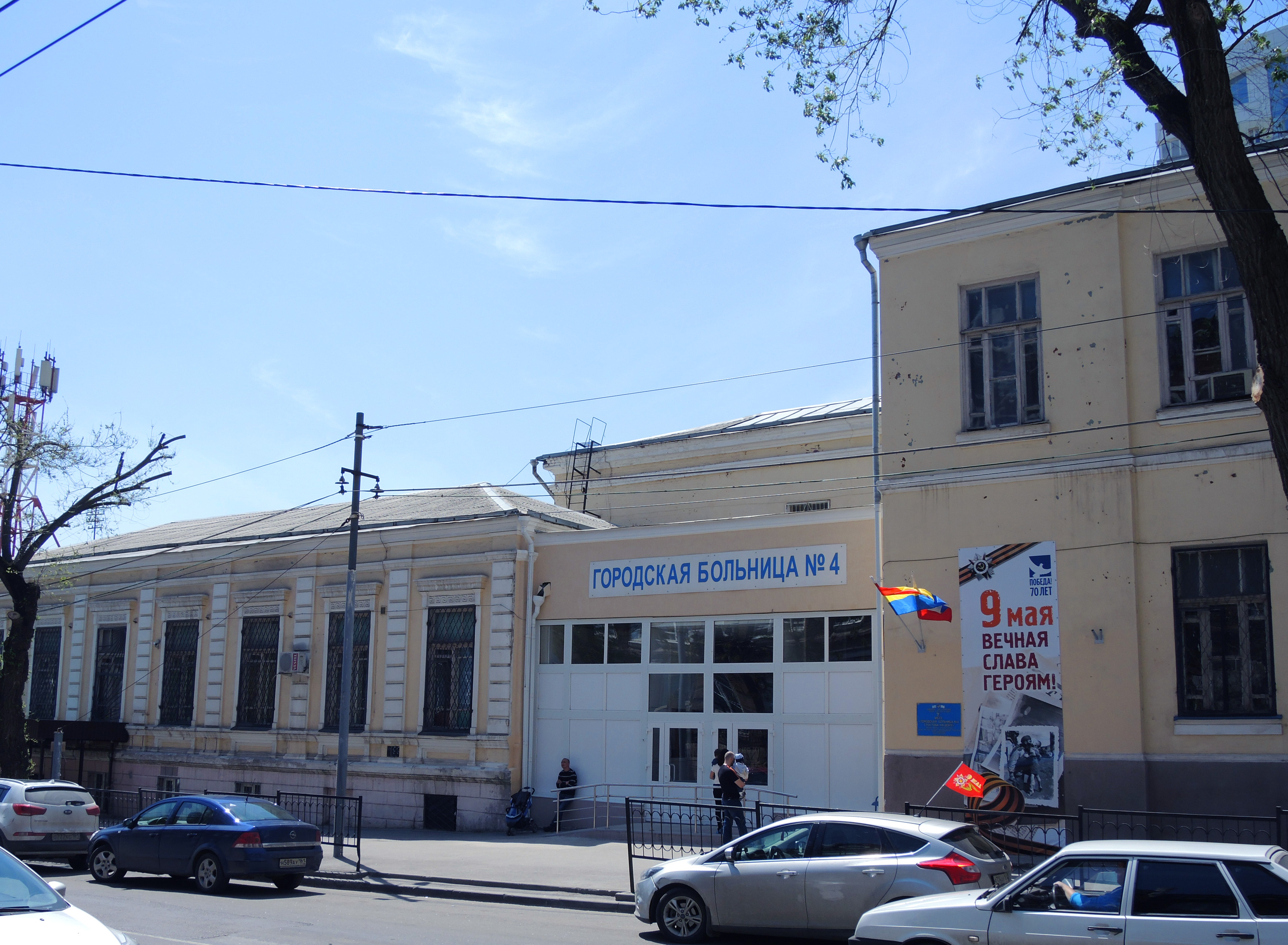
Комплекс больницы Еврейского общества: Кировский проспект, 27 / Социалистическая улица, 160
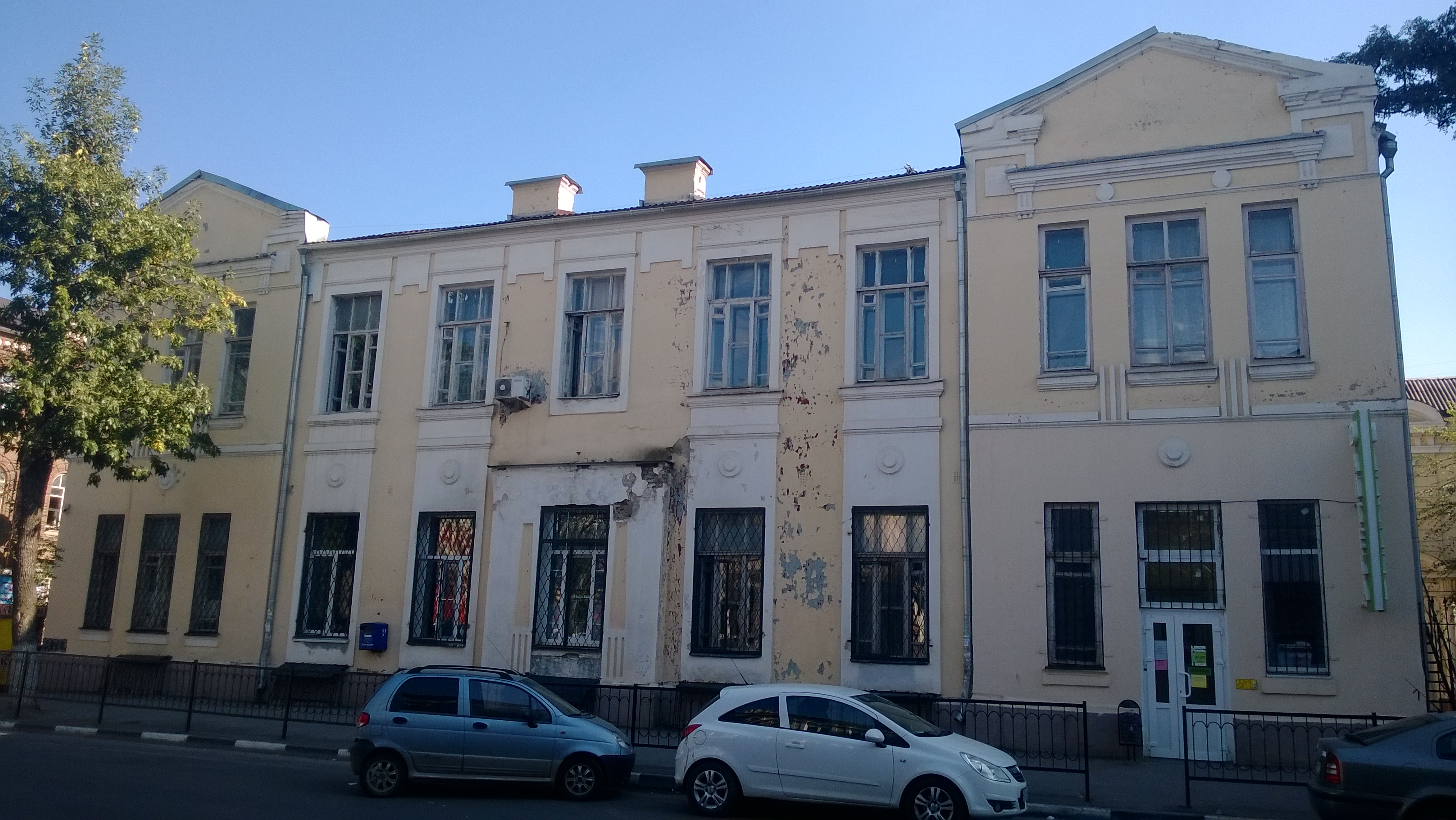
Двухэтажный корпус больницы
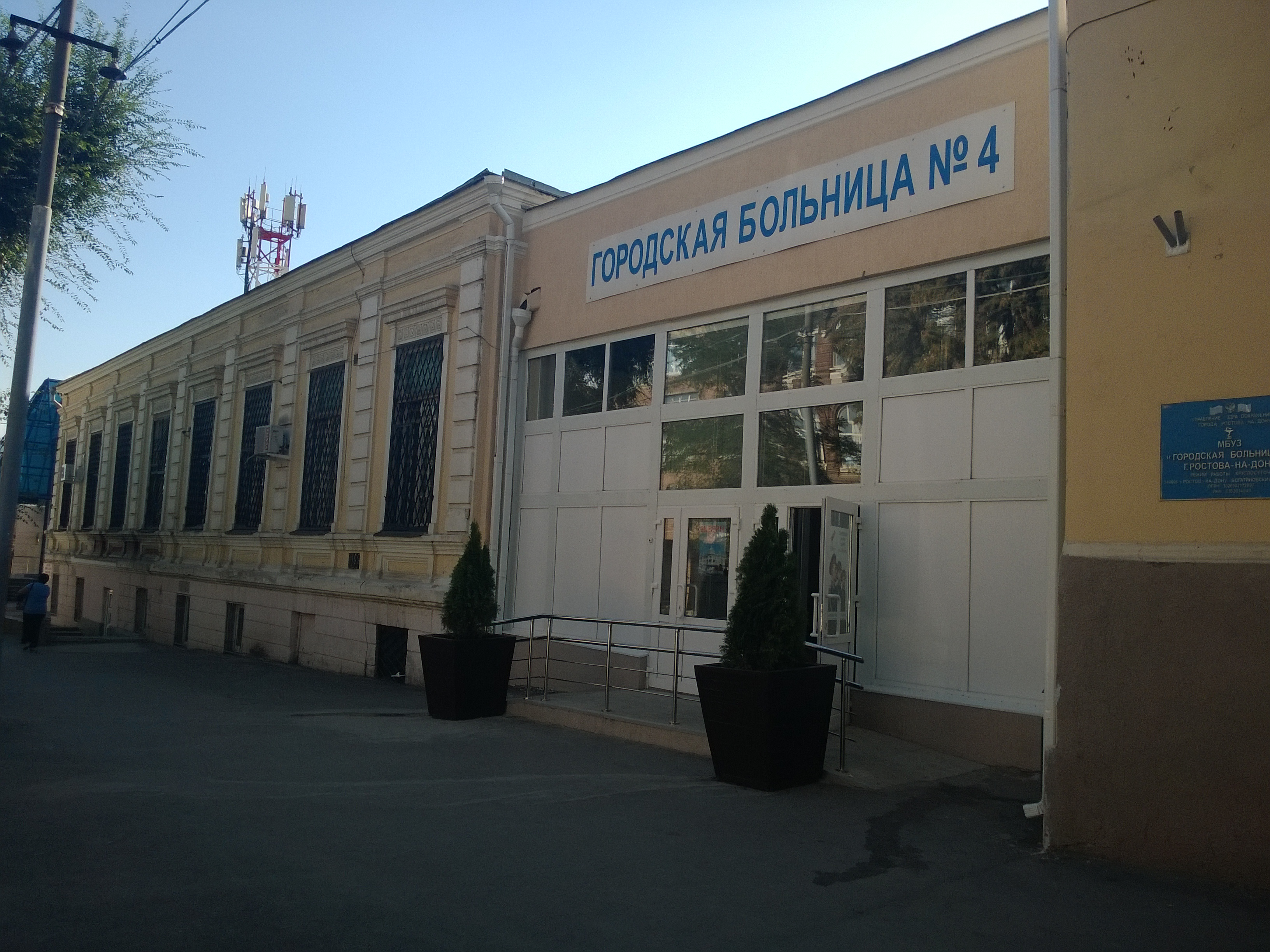
Одноэтажный корпус больницы